# Cyclocephala curta
Cyclocephala curta är en skalbaggsart som beskrevs av Bates 1888. Cyclocephala curta ingår i släktet Cyclocephala och familjen Dynastidae. Inga underarter finns listade i Catalogue of Life.